# Synthesizer V
Synthesizer V 是由Dreamtonics株式會社製作的一款歌声合成软件，支持Windows、macOS和Linux系统，且可作为VST插件使用。

## 簡介
Synthesizer V是由华侃如（Kanru Hua）基於其過去開發之適用於UTAU的重采樣器，Moresampler，開發的第五款歌聲合成軟件。在第一代Synthesizer V中採用了自家研發的结合人工神经网络和采样拼接合成的混合合成技術，使用少量采样数据即可生成自然和易懂的人声，並使用自家研發的语音模型 (LLSM) 技術实现了高还原度下对声色的灵活修改。在第二代Synthesizer V中則加入了基于深度神经网络技术的歌聲合成，可由 AI 生成犹如人类歌唱的自然歌声。目前Synthesizer V可用漢語（普通話、粵語）、日語、英語及西班牙語多種语言歌唱。

## 发展历程
第一代
- 2017年12月1日 - Synthesizer V 歌声合成首次透露[2]
- 2018年8月19日 - Synthesizer V Editor 预览版发布
- 2018年12月24日 - Synthesizer V Editor 正式版发布

第二代
- 2019年12月31日 - Web Synthesizer V (SVR2) 发布[3]
- 2020年6月26日 - Synthesizer V Studio 正式发布
- 2020年12月25日 - Synthesizer V AI 正式发布